# 康坞鼠兔
康坞鼠兔（学名：Ochotona kamensis），一种发现于中华人民共和国西藏地区的小型哺乳动物，隶属于鼠兔科鼠兔属。本种由乌克兰动物学家阿纳托利·伊万诺维奇·阿尔吉罗普洛（Анатолій Іванович Аргіропуло）于1948年描述发表。中国学者对比文献描述后，认为本种与川西鼠兔（Ochotona gloveri）在外形、毛色和头骨特征上一致，应为川西鼠兔的同物异名。目前大部分资料将本种视为川西鼠兔指名亚种的同物异名。